# Sazae-san
Sazae-san (яп. サザエさん, Садзае-сан) — японська серія манґи-йонкоми, написана та проілюстрована Хасеґавою Матіко. Уперше опублікована в місцевій газеті Хасеґави Fukunichi Shinbun (яп. フクニチ新聞) 22 квітня 1946 року. Коли газета Asahi Shimbun захотіла, щоб Хасеґава намалювала для неї чотирипанельний комікс, вона переїхала до Токіо в 1949 році, пояснивши це тим, що головні герої також переїхали з Кюсю до Токіо. Перший комікс Sazae-san у газеті Asahi Shimbun вийшла 30 листопада 1949 року. Манґа розповідала про повсякденне життя та сучасні ситуації в Токіо, аж поки Хасеґава не вийшла на пенсію і не завершила серію, а останній комікс був опублікований 21 лютого 1974 року.
Станом на 1999 рік тираж манги становив понад 86 мільйонів копій, що зробило її однією з найбільш продаваних серій манги всіх часів. Телевізійна аніме-адаптація студії TCJ (пізніше перейменована на Eiken) почала транслюватися в Японії в жовтні 1969 року й утримує світовий рекорд Гіннеса як найтриваліший анімаційний телесеріал. Його також адаптували до радіошоу, театральних вистав і пісень.

## Сюжет
На початку Садзае більше цікавило бути з конем, ніж вбиратися в кімоно і фарбуватися, щоб привабити майбутнього чоловіка. Хасеґава була далекоглядною: за її словами, клан Ісоно/Фуґута втілюватиме образ сучасної японської сім'ї після Другої світової війни.
Садзае була дуже вільною жінкою, і багато ранніх сюжетних ліній розгорталися навколо того, як вона командує своїм чоловіком, до жаху її сусідів, які вважали, що чоловік повинен бути головою сім'ї. Пізніше жінка стала феміністкою і потрапляла в багато комічних ситуацій, пов'язаних з її приналежністю до місцевого жіночого визвольного руху.
Незважаючи на актуальний характер серії, історія оберталася навколо динаміки великої родини і подавалася в легкій, невимушеній манері. Фактично, останній комікс, що вийшов у 1974 році, був присвячений радості Садзае, бо яйце, яке вона розбила на сніданок свого чоловіка, дало подвійний жовток, а Кацуо зауважив про щастя, яке можуть принести «дрібниці» в житті.
У сучасній культурі популярне аніме Sazae-san часто розглядається як ностальгічне зображення традиційного японського суспільства, оскільки воно представляє простіший час до багатьох змін, принесених сучасними технологіями. Соціальна тематика манґи, хоча й дуже ліберальна на момент публікації, нагадує про минулу ностальгічну епоху.

## Персонажі

### Родина Ісоно та Фуґута
- Садзае Фуґута (яп. フグ田 サザエ, Fuguta Sazae)

Головна героїня. 24 роки (27 в манзі). Вона виходить заміж за Масуо. Вона домогосподарка, але час від часу підробляє покоївкою в сім'ї Юмідзу, заможній родині по сусідству. Вона має унікальну зачіску. Вона яскрава, життєрадісна і популярна в містечку, з характером, як у розщепленого бамбука. Її балакучість і безглуздість — це її недоліки, через які її сім'я іноді дивується, але здебільшого її люблять всі, хто її оточує.
- Наміхей Ісоно (яп. 磯野 波平, Isono Namihei)

Батько Садзае і голова родини. 54 роки. Характерною рисою його лисини є одна волосина, яку він дуже оберігає. Він ненавидить кривизну і може бути впертим, часто сварить Саздае і Кацуо, але в ньому також є співчутлива і добродушна сторона. Він здається сповненим гідності та честі, але насправді має ненадійний бік. Коли він свариться, то часто каже: «Baka-monn!» (яп. 馬鹿者!, укр. «Дурень!»). Однак насправді він у це не вірить, і в глибині душі він любить своїх дітей, бажаючи, щоб вони виросли хорошими людьми. Це також відома фраза, яка його символізує.
- Фуне Ісоно (яп. 磯野 フネ, Isono Fune)

Мати Садзае. 50 років (48 у манзі). Народилася в Сідзуоці. Вона — мама-домогосподарка і пишається своїм становищем. Вона виконує всю хатню роботу і є втіленням хорошої дружини та мудрої матері. Вона спокійна і користується довірою всієї родини. Вона є важливою підтримкою сім'ї за лаштунками, залагоджуючи домашні суперечки. З іншого боку, в дитинстві вона була бешкетницею, і ця сторона її особистості іноді дається взнаки.
- Масуо Фуґута (яп. フグ田 マスオ, Fuguta Masuo)

Чоловік Садзае. Працює службовцем у відділі продажів торгової компанії. 28 років (32 у манзі). Народився в Осаці. Після одруження з Садзае вони жили разом в орендованому будинку, але орендодавець порадив їм з'їхати з будинку через неправомірну поведінку (у його випадку — спроба зняти огорожу будинку без дозволу), і незабаром вони переїхали до родини Садзае. Він добродушний і боязкий, і іноді говорить і робить речі, які можна було б вважати чорносердечними. Однак, завдяки своїй лагідній і чесній натурі він завоював довіру родини Садзае, і сам він живе щасливо кожного дня в оточенні її сім'ї.
- Кацуо Ісоно (яп. 磯野 カツオ, Isono Katsuo)

Молодший брат Садзае, 11-річний п'ятикласник. Він кмітливий, красиво говорить і має приємний характер. Він знає, як ужитися у світі і добре ладнати з людьми. У манзі 1973 року Садзае саркастично називає його «Кіссінджером нашої сім'ї». Але він не дуже добре вчиться і відмовляється виконувати домашні завдання. Він любить бешкетувати і часто страждає від гніву Садзае, коли випадково ображає інших гостей. Його часто сварить Наміхей, зазвичай, коли дізнається про низькі оцінки Кацуо та його пустощі. Його основними заняттями є гра в бейсбол та футбол з друзями.
- Вакаме Ісоно (яп. 磯野 ワカメ, Isono Wakame)

Молодша сестра Сазае. 9 років (7 в манзі). Вона має каре. Вона є одним з персонажів, чиї характери сильно відрізняються між мангою та аніме. У манзі вона балакуча дівчинка з помітно бешкетним характером через свій юний вік. В аніме — добра відмінниця. Тому її роль в манзі іноді виконує Тарао, але іноді вона сама показує свою бешкетну натуру з манґи. Вона любить вчитися, але не дуже добре займається фізкультурою. Її головні захоплення — читання та мода.
- Тарао Фуґута (яп. フグ田 タラオ, Fuguta Tarao)

3-річний син Садзае та Масуо. Його часто звуть Тара-чан (яп. タラ ちゃん, Tara-chan). Він цікавиться всім і має допитливий характер. Хоча в основному добре вихований малюк, він може бути трохи впертим. Іноді він намагається бути егоїстичним і дратує Садзае та Масуо. Однак він — дитина, яка може чесно визнати свою провину і вибачитися, коли знає, що він неправий. В аніме він настільки ввічливий і використовує пошану, що важко повірити, що йому 3 роки. Кажуть, що це відображає характер актриси озвучування Такако Сасуги, яка грала його від початку трансляції до своєї раптової смерті у 2023 році.
- Тама (яп. タマ, Tama)

Домашній кіт родини Ісоно. Він ненавидить мишей.